# Momentum (pénzügy)
A pénzügyben a momentum az a megfigyelt jelenség, hogy az emelkedő árú befektetési eszközök ára tovább emelkedik, és a csökkenő árúaké pedig csökken. Például, Jegadeesh és Titman 1993-ban, illetve 1999-ben kimutatta, hogy azok a részvények, amelyek a múltban erőteljesen emelkedtek, a jövőben is átlagosan havi 1%-kal túlteljesítették a legrosszabb múltbeli eredményt produkáló részvényeket.
A momentum létezése piaci anomália, amelyet a pénzügyi elmélet nehezen tud megmagyarázni. A probléma az, hogy a múltbeli emelkedés nem szabadna, hogy a jövőbeli emelkedésre engedjen következtetni. A hatékony piac elmélet szerint ilyen emelkedésnek csak az új információk kereslete és kínálata (fundamentális elemzés) szerint szabadna bekövetkeznie. A pénzügytannal foglalkozó kutatók a momentum jelenségét elsősorban mentális elfogultságnak tudják be, ami a viselkedési közgazdaságtan területére tartozik. A magyarázat az, hogy a befektetők irracionálisak a tekintetben, hogy alulreagálják az új információkat tranzakciós áraik meghatározásánál (Daniel, Hirschleifer, és Subrahmanyam, 1998, és Barberis, Shleifer, és Vishny, 1998). A legújabb kutatások szerint viszont a momentum jelensége teljesen racionális kereskedőknél is létrejön (Crombez, 2001).

## Fordítás
- Ez a szócikk részben vagy egészben  a   Momentum (finance) című angol Wikipédia-szócikk ezen változatának fordításán alapul.  Az eredeti cikk szerkesztőit annak laptörténete sorolja fel. Ez a jelzés csupán a megfogalmazás eredetét és a szerzői jogokat jelzi, nem szolgál a cikkben szereplő információk forrásmegjelöléseként.